# Christian Valenzuela
Pour les articles homonymes, voir Valenzuela.
Valenzuela  Zamudio est un nom espagnol. Le premier nom de famille, en général paternel, est Valenzuela ; le second, en général maternel, souvent omis, est Zamudio.
Christian Valenzuela Zamudio, né le 20 octobre 1978 à La Paz (Basse-Californie du Sud), est un coureur cycliste mexicain. 

## Biographie
En 2017, il travaille comme vice-président de la Fédération mexicaine de cyclisme,.

## Palmarès

### Par année
- 1999
  - 3e de la Tucson Bicycle Classic
- 2001
  - 2e du championnat du Mexique du contre-la-montre
- 2002
  - 3e du championnat du Mexique du contre-la-montre
- 2003
  - 3e étape du Tour des Amériques
- 2006
  - Conquer the Canyons SR
  - 1re étape de l'International Cycling Classic
- 2008
  - Devil's Punchbowl Road Race
- 2016
  - 3e du championnat du Mexique du contre-la-montre

### Classements mondiaux
| Année            | 2016 |
| ---------------- | ---- |
| UCI America Tour | 409e |